# Тищенко, Дмитрий Вячеславович
Дмитрий Вячеславович Тищенко (30 октября 1896, Санкт-Петербург — 16 июня 1969, Ленинград) — советский учёный, доктор химических наук, лауреат Сталинской премии.

## Биография
Родился 30 октября 1896 года в Санкт-Петербурге. Сын академика, химика-органика Вячеслава Евгеньевича Тищенко (19.08.1861 — 25.02.1941) и его жены Елизаветы Евграфовны Фаворской, сестры А. Е. Фаворского.
В 1914 г. окончил гимназию Л. Д. Лентовской и поступил на физико-математический факультет Санкт-Петербургского университета. В 1916 г. был призван в армию, демобилизовался в марте 1918 г. и восстановился в университете, который окончил в 1922 г.
С 1919 г., ещё со студенческого периода, работал научным сотрудником в Центральной научно-технической лаборатории Военно-Морского комиссариата). В 1922—1923 гг. также по совместительству преподавал на кафедре общей химии Военномедицинской академии и заведовал лабораторией Невского стеаринового завода.
В августе 1923 г. перешёл в Петроградский университет, где занимал должности ассистента, доцента и профессора один год на кафедре общей химии, затем 7 лет на кафедре аналитической химии.
В 1930 г. в связи с ликвидацией химического факультета уволился из университета и был зачислен старшим химиком лаборатории органического синтеза Академии Наук СССР. Там работал до переезда АН СССР в Москву в сентябре 1939 г.
В 1932 г. после восстановлении химического факультета ЛГУ — старший научный сотрудник отделения органической химии Химического института, одновременно доцент, читал курс «Физические методы исследования в органической химии». В 1938 г. присвоено звание профессора.
С 1 сентября 1940 г. до своей смерти 16 июня 1969 г. — профессор кафедры органической химии Лесотехнической академии (ЛТА).
Скоропостижно умер 16 июня 1969 г.
Похоронен на Серафимовском кладбище Санкт-Петербурга.

## Научная деятельность
Изучал реакцию альдольной конденсации ацетона в кислых средах с образованием не только мезилена, но и бензол, нафталин, замещенных соединений, исследовал получение фенола из хлорбензола, хлорирование алканов и алкенов. Эти исследования привели к разработке новых способов получения фенола, дивинила, изопрена и хлоропрена.
Работал по следующим направлениям:
- изучение хлорирования терпенов, исследование их свойств, синтез новых производных гетеротерпенового ряда;
- исследование смол термолиза древесины и поиск путей их практического использования;
- удаление железа из керамического каолина с применением оксикислот смол термолиза древесины;
- химия лигнина и варочных процессов;
- синтез заменителей канифоли и разработка технологии синтеза.

Предложил схему хлорирования с получением монохлоридов аллильного типа, на основе которой были разработаны принципиально новые методы синтеза производных гомотерпенов.
Опубликовал свыше 160 научных работ, получил 23 авторских свидетельства на изобретения.
Создатель научной школы: за период его заведования кафедрой органической химии защищено 25 кандидатских диссертаций. Его ученики А. Н. Кислицын и М. Я. Зарубин стали докторами химических наук.

## Награды и звания
- Премия А. М. Бутлерова (1929) — за работы, посвященные действию магния на галогенгидриды кислот, галогенированию ароматических соединений в водных средах.
- Сталинская премия 2 степени (1951)
- Орден Ленина;
- Орден Трудового Красного Знамени.

- Доктор химических наук (1964).